# Christian Aebersold
Christian Aebersold, född 22 februari 1962, är en schweizisk orienterare som blev världsmästare i stafett 1991, 1993 och 1995.
Han är far till orienteraren Simona Aebersold.